# Ketapang Lor
Ketapang Lor is een bestuurslaag in het regentschap Gresik van de provincie Oost-Java, Indonesië. Ketapang Lor telt 1751 inwoners (volkstelling 2010).